# Manga Love Story
Futari Ecchi (ふたりエッチ), også kendt som Manga Sutra, Step Up Love Story, eller Manga Love Story, er en manga tegnet af Katsu Aki. Den handler næsten kun om sex, men er acceptabel seksualundervisning, da der vrimler med statistikker og information om f.eks. hvordan man nemmest får den, og sågar hvilke typer jomfruhinder, der findes. Den er anbefalet fra 15 år, selvom scenerne er stærkt censurerede. Tænder man på bagdel og bryster kan man læse tegneserien, da disse er nogenlunde ucensurerede. Men kønsdele vil forfatteren ikke vise. Historien er ligeglad med prævention

## Historien
Yura og Makoto møder hinanden til et Omiai (i Japan et møde arrangeret af et kontaktbureau). De er på dette tidspunkt begge 25 år, men har hverken kysset, haft en kæreste eller dyrket sex før. I løbet af deres tidlige dates begynder de langsomt at forelske sig i hinanden, og så frier Makoto til Yura, og hun svarer ja. De gifter sig, og nu skal de prøve at have sex med hinanden første gang. Det kommer der mange problemer og megen morskab ud af. Samtidig er der sidekapitler med hovedpersonernes søskendes oplevelser.

## Personer
Makoto Onoda: 26 år. Han ser dog noget yngre ud. En funktionær, som arbejder i et kosmetikfirma. Han er som sagt gift med Yura, og har aldrig dyrket sex med andre, selvom han har mange fantasier. Han tænker ikke på så meget andet end sex, men sætter det da til side for kærligheden en sjælden gang imellem. Han største problem er, at han kommer meget hurtigt, men pludselig i slutningen bind 9 kommer han først efter 40 minutter. Vi ved endnu ikke, hvad der gøres ved dette nye problem, men det må tiden vise. Han eneste andet problem var at han ikke kunne i slutningen af bog 3 til begyndelsen af bog 4.
Yura Onoda: (pigenavn Kawada) 26 år. Den kvindelige hovedperson. Hun arbejdede i starten i et rejsebureau, men sagde sit arbejde op, efter bryllupsrejsen. Hun er gift med Makoto, og har aldrig prøvet at dyrke sex med andre. Hun havde faktisk heller ikke masturberet for alvor indtil hun var 25. Hun er en del naiv, og også lidt passiv; hun er ikke meget for nye stillinger, og lader sig mest forkæle under forspillet. Hun er måske også en tand for føjelig, hvis Makoto vil i seng med hende, så okay. Hun har aldrig fået orgasme, og det er blevet diskuteret i løbet serien flere gang. Hun har et par gange haft et problem med ikke at kunne blive våd.
Megumi Yamaguchi: Yuras veninde. 27 år. Yura har kendt hende fra gymnasiet. Hun er gift, vi har dog kun set hendes mand i flashbacks, og har en del erfaring med sex. Hendes første gang var, da hun var 16. Hun besøger af og til Yura sammen med Kanako for at give hende råd om sex.
Kanako Omura: Yuras veninde. 25 år. Hvor Yura kender hende fra vides ikke. Hun har ingen kæreste; hun har dog haft en kæreste, som vi kun har set i et flashback. Hendes første gang var, da hun var 18. Hun besøger af og til Yura sammen med Megumi for at give hende råd om sex.
Akira Onoda: Mokotos storebror. 28-29 år. Advokat. Hans særtræk er en sort prik i panden. Han er gift med Sanae, og er Makotos storebror. Han kommer ofte for at give Makoto råd om sex, og er ikke ked af at råbe højt om det i offentligheden. Når han og Makoto er alene er han derimod mere lavdæmpet. Han har dyrket en del sex med Sanae, men er ikke så vild mere, som han selv udtrykker det. Nogen af hans råd har Makoto rent faktisk kunne bruge. Bl.a. sendte han Makoto en bog med de 48 teknikker. Vi så ham meget i de tidligere bind, men nu er han ikke meget med længere.
Sanae Onoda: Akiras kone. 27. Spiller ikke en større rolle, men ses ofte i nærheden af Akira. Hun har tydeligvis prøvet af få orgasme, da hun er den første, der bringer emnet op omkring Yura. Hun er en del sødere end Akira, og er ikke bange for at give ham en lussing, når han råber for højt op.
Rika Kawada: I bog 1 står der, at hun er 20, men i bog 9 får vi at vide, at hun snart er 20. Hun er Yuras lillesøster. Hun arbejder på et diskotek. Hendes første gang var som højest 16-årig. Hun er sandsynligvis den person i serien med mest erfaring i praksis, hvad angår sex, og har fire bollevenner. Den første er Taku, den anden er en ung, kraftig mand, den tredje er en rig, ældre mand, og den fjerde er en gymnasiedreng. Hun har tidligere haft en kæreste ved navn Shuji, og en anden, vi ikke kender navnet på. Hun har derudover haft et sidespring med en kollega. Hun besøger ofte Yura og Makoto for at give dem råd om sex, og er meget nærgående. Hun elsker Taku højt, men han giver ikke tilbage, og vil kun i seng med hende. Hun har fået mange orgasmer og driller meget Makoto med, at han ikke er i stand til at give Yura en.
Makie Sugiyama: 23 år, måske blevet 24. Single, har haft et forhold med en økonomichef. Hun er Makotos kollega, og lægger hele tiden an på ham. Hun vil næsten kun have affærer med gifte mænd, og argumenterer åndssvagt for det. Hun har fået orgasme. Hun har været meget tæt på at forføre Makoto, da han var fuld.
Mai Nagao: 24 år, måske blevet 25. Makotos kollega. Har prøvet at få orgasme. Single. Hun kan ikke lide mænd, der kommer for hurtigt, er for lang tid om det eller ryger bagefter.
Ikuyo Tonegawa: 24 år, måske blevet 25. Makotos kollega. Single. Har prøvet at få orgasme. Kan ikke lide mænd, der kun kender missionærstillingen, eller ser fjernsyn, mens de gør det.
Taku Yamada: 21 år, måske blevet 22. Rikas kæreste. Meget egoistisk og tænker kun på sex, helst uden gummi. Har altid en skjult hensigt, når han gør noget for Rika. Han er blevet slået af Rika flere gange, og det er han selv ude om. Men han er sandsynligvis okay i sengen, da han har givet Rika flere orgasmer i træk.